# Эркенбрехер, Уве
Уве Эркенбрехер (нем. Uwe Erkenbrecher; 14 ноября 1954, Дельменхорст, ФРГ) — западногерманский футболист, немецкий футбольный тренер, главный тренер клуба «Лупо-Мартини», выступающего в Оберлиге Нижняя Саксония.

## Карьера игрока
Воспитанник «Вердер». В 18 лет полузащитник сумел попасть в главную команду и дебютировать в ней в Бундеслиге. Эркенбрехер подавал большие надежды и вызывался в расположение юношеской сборной Германии, однако за три сезона он провел за бременцев только 24 матча. В 1975 году хавбек покинул «Вердер», но заиграть в другом месте он не смог. Завершал свою карьеру футболист в любительских коллективах. В 1973 году окончил бременскую гимназию Валлер-Ринг, в 1983 году — Кёльнский спортивный университет. 

## Карьера тренера
Первых серьёзных успехов наставник добился в «Вольфсбурге». Эркенбрехер вывел его во Вторую Бундеслигу. Позднее он поработал на этом уровне с «Карл Цейссом» и «Гройтер Фюртом». Много лет он работал с командами региональных лиг. В 2011 году немец отправился осваивать зарубежные страны. После сезона в Индонезии он перебрался в Эстонию, где он возглавил клуб местной Мейстрилиги «Таммека». Не добившись с ним высоких результатов, специалист вернулся на родину. В его услугах был заинтересован коллектив четвёртой лиги «Гессен-Кассель». Однако тренер возглавил «Ноймюнстер». С 2015 по 2018 год наставник руководил любительским «Гифхорном» и поднял его в Оберлигу. В 2019 году возглавил «Лупо-Мартини» из Вольфсбурга.